# Кузьмина, Нинель Николаевна
Нинель Николаевна Кузьмина (19 сентября 1937, Свирьстрой — 31 мая 2020) — советский и российский архитектор-реставратор. Заслуженный работник культуры РФ (1995), лауреат Государственной премии в области литературы и искусства (2004). Почётный гражданин Великого Новгорода (2006).

## Биография
Окончила Санкт-Петербургский государственный архитектурно-строительный университет (в то время называвшийся Ленинградским инженерно-строительным институтом), с 1955 по 2010 год работала в Великом Новгороде. Отреставрировала около трёх десятков памятников, включая Церковь Успения на Волотовом поле. Автор ряда публикаций .
Скончалась 31 мая 2020 года. Похоронена на Западном кладбище Великого Новгорода.

## Семья
Замужем, имеет детей и внуков.

## Публикации
- Кузьмина Н. Н., Филиппова Л. А. Крепостные сооружения Новгорода Великого / Предисл. В. Л. Янина. — СПб.: Дмитрий Буланин, 1997. — 232 с. — ISBN 5-86007-068-3.
- Кузьмина Н. Н., Филиппова Л. А. Крепостные сооружения Новгорода Великого. — 2-е изд., испр., доп. — СПб.: Лики России, 2012. — 176 с. — 500 экз. — ISBN 978-5-87417-402-6.
- Архитектурное наследие Великого Новгорода и Новгородской области / Н. Н. Кузьмина и др.; Сост. и науч. ред. М. И. Мильчик. — 2-е изд., испр. и доп. — СПб.: Лики России, СПАС, 2014. — 656 с. — 1000 экз. — ISBN 978-5-87417-493-4, ISBN 978-5-903672-12-7.